# Anax guttatus
Anax guttatus (tên tiếng Anh là Pale-spotted Emperor hoặc Lesser Green Emperor ) là một loài chuồn chuồn ngô thuộc họ Aeshnidae.
Loài này có ở Bắc Australia và châu Á: Trung Quốc, Quảng Đông, Quảng Tây, Hồng Kông, Hải Nam, Indonesia, Ấn Độ, Nhật Bản, Sri Lanka, Myanma, Malaysia, Philippines, Malaysia bán đảo, Singapore, Thái Lan, Đài Loan, Việt Nam
Loài cũng thấy ở châu Phi.

## Hình ảnh

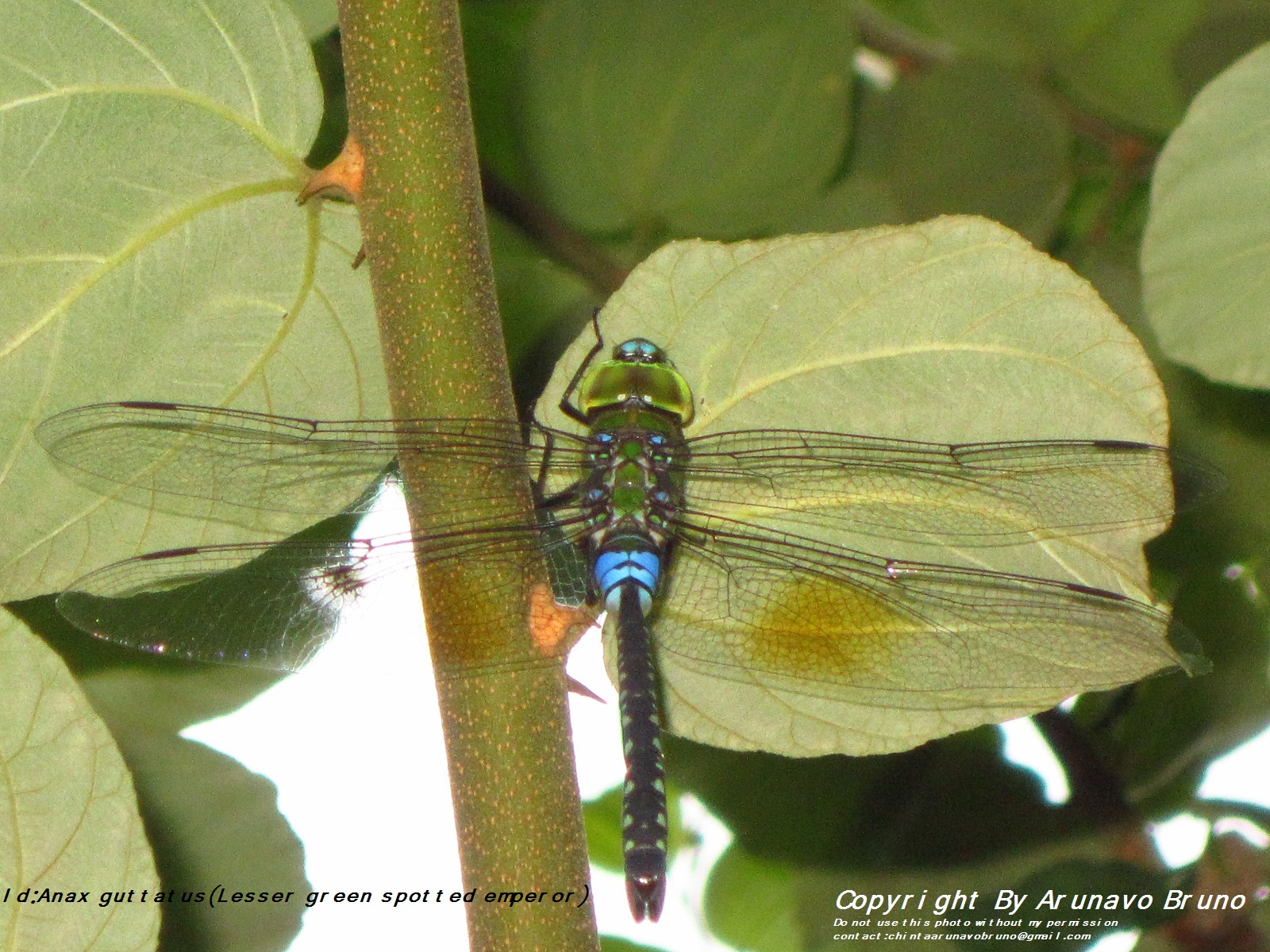
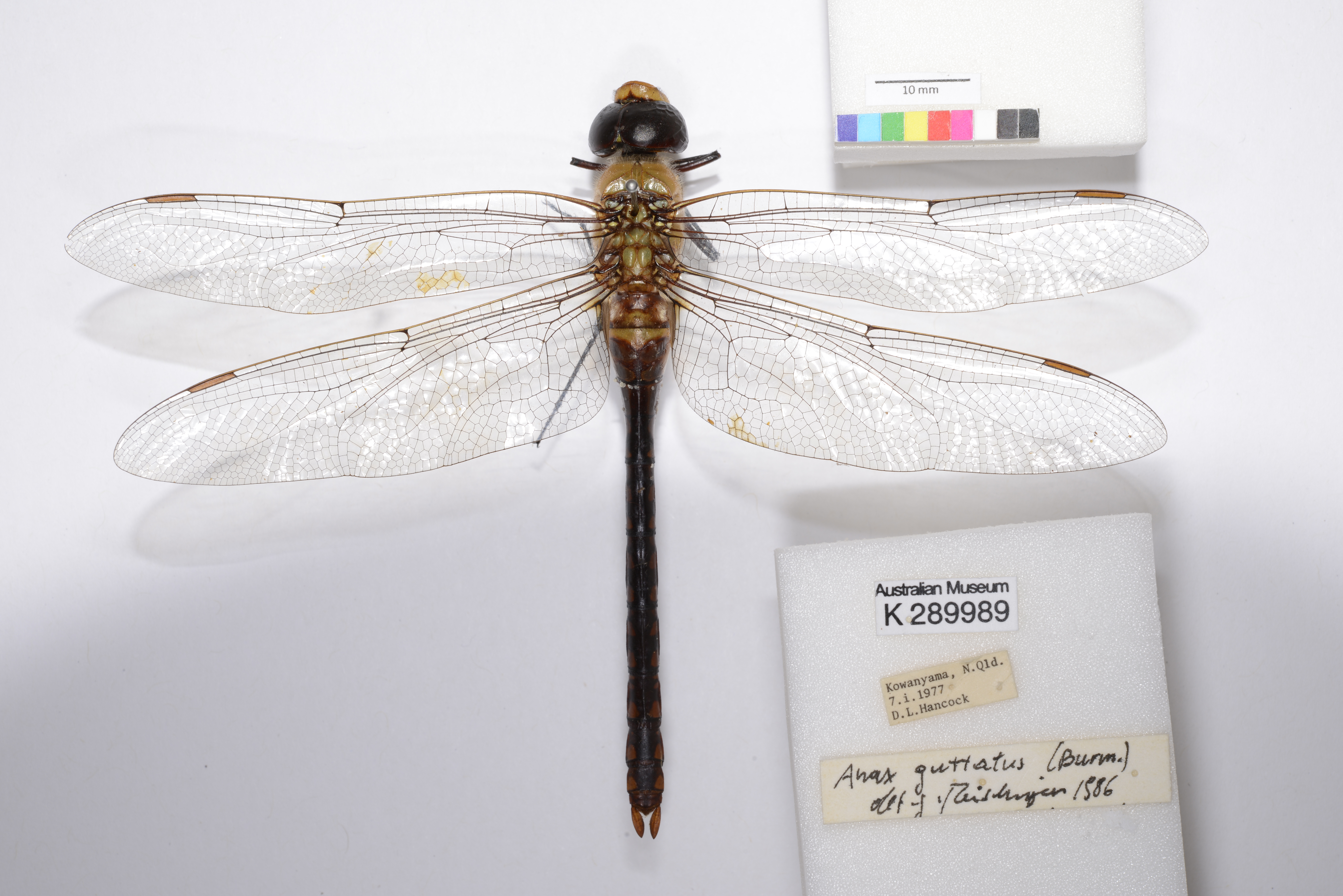